# Hilarij Lavrenčič
Hilarij Lavrenčič, glasbenik, dirigent, zborovodja, skladatelj, * 26. januar 1962 Doberdob, † 29. junij 2024, Doberdob.

## Življenje in delo
Oče mu je bil Karlo Lavrenčič, delavec v ladjedelnici a tudi organist in zborovodja, mati Odorina Frandolič. Hilarij Lavrenčič je slovensko osnovno in srednjo šolo obiskoval v domačem Doberdobu, slovenski klasični licej pa v Gorici, kjer je maturiral leta 1981, aktiven je bil pri SGS (Slovenskih goriških skavtih). Medtem je med leti 1976/78 študiral orglanje s prof. Hubertom Bergantom in je leta 1982 diplomiral iz klavirja (pod mentorstvom Elene Lipizer) in zborovskega dirigiranja in kompozicije leta 1994 na konservatoriju Jacopo Tomadini iz Vidma ter se izpopolnjeval in diplomiral iz harmonije, fuge in kontrapunkta s profesorjem Danielejem Zanettovichem. Leta 1986 se je zaposlil kot korepetitor pri opernem gledališču Giuseppe Verdi v Trstu, kjer je sodeloval s svetovno znanimi dirigenti pri izvedbi več kot 200 oper in 40 operet (v sezonah 2005-06 in 2010-11 pa kot odrski dirigent). Še prej pa je leta 1980 začel poučevati klavir in teorijo na raznih glasbenih šolah: Harmonijo je poučueval na goriški glasbeni šoli Istituto di Musica od leta 1984, na Centru za glasbeno vzgojo Emil Komel od leta 1988, na Glasbeni matici v Trstu od leta 1991.
Lavrenčič je začel kot dirigent vokalnih skupin že v liceju, saj je ustanovil in vodil šolski Oktet Primož Trubar (1979-80), med obvezno vojaško službo (1983-84) je dirigiral zbor brigade alpincev Vox Julia, s katerim so nastopili več kot 60-krat in zasedeli prvo mesto na vsedržavnem tekmovanju zborov alpincev v Brescii z zelo laskavim priznanjem žirije. Leta 1985 je od očeta prevzel vodenje domačega mešanega pevskega zbora Hrast iz Doberdoba. Z njim je lokalna pevska skupina zrasla v prepoznavno zasedbo, ki je prejela vrsto nagrad in priznanj na prestižnih zborovskih tekmovanjih, kot so Città di Vittorio Veneto, Polifonico v Arezzu, mednarodno tekmovanje v Negotinu, v Maasmechelenu (v Belgiji) in predvsem na bienalnim tekmovanju Naša pesem v Mariboru. Tu so v raznih letih nastopanja dosegli pet zlatih in štiri srebrne plakete ter več posebnih priznanj in nagrad za dirigenta. Zbor Hrast je vodil skoraj 40 let, saj kljub mnogim ponudbam ni sprejel rednega vodenja drugih zborov, kajti se je z dirigiranjem domačega zbora ukvarjal predvem zaradi spoštovanja do skupne dediščine in ljubezni do rodnega kraja. Vsekakor je rad ponujal dragocene izkušnje mladim instrumentalistom, ki bi drugače težko našli veliko priložnosti za igranje v orkestru, saj je bilo usmerjanje mladih glasbenikov na poklicno pot zanj resnično poslanstvo. Dejansko je postal mentor marsikoga, ki se je odločil za študij glasbe na slovenskih glasbenih šolah, rad je sprejl ponudbe, da bi sodeloval na kašnem projektu operete ali spevoigre, tako je večkrat vodil kakšne združene zbore ali priložnostne orkestre. Večkrat se je odzval povabilu Zveze cerkvenih pevskih zborov (ZCPZ) iz Trsta in vodil njihov združeni zbor na poletnih seminarjih.
Hilarij Lavrenčič je napisal več zborovskih skladb, mnogo priredb slovenskih ljudskih pesmi in orkestracij. S svojim zborom je posnel več plošč in CD. Leta 2018 je na primer ob obletnici prve svetovne vojne izdal zbirko priredb slovenskih ljudskih pesmi Ne jokej, ljubica. Lavrenčičeve zborovske priredbe so izdale založbe Astrum, USCI Furlanija-julijska krajina in Bärenreiter. Pisal je v glavnem po naročilu in je največjo pozornost posvečal slovenskemu ljudskemu izročilu, saj so ga ljudski motivi  nagovarjali, ker so predstavljali stik s koreninami, identiteto, ki jo tako kot rojstvo in kultura sestavljajo teritorij in narava. Izrazil se je: “V ljudskih spevih začutim vonj po zemlji, dih gora in dolin, preproste misli izgubljene preteklosti, avtentičnost izrazov, veliko drobnih stvari, ki so vezane na specifičen prostor in njegovo zgodovino. V njih najdem počasnejši utrip, ki je v kontrastu s hitrostjo našega življenja.” Bil je namreč tudi velik planinec in je mnogo svojega prostega časa posvečal pohodom in planinstvu.

## Nagrade in priznanja
- 2016 - priznanje, ki ga ob slovenskem kulturnem prazniku podeljujeta krovni organizaciji SSO in SKGZ
- 2016 - Špacapanova nagrada (podeljujeta društvo Cure Palliative Mirko Špacapan in Kulturni center Lojze Bratuž)
- 2018 - imenovanje za Viteza republike (Cavaliere della Repubblica Italiana), ki mu ga je podelil predsednik italijanske republike Sergio Mattarella
- 2022 -  nagrada Pavle Merkù, za dosežke na zborovskem področju (podeljujeta SSO in ZCPZ Trst v sklopu projekta Cantate) [12]